# Кувайский сельсовет
Кувайский сельсовет — сельское поселение в Новосергиевском районе Оренбургской области Российской Федерации.
Административный центр — село Кувай.

## История
Статус и границы сельского поселения установлены Законом Оренбургской области от 9 марта 2005 года № 1906/314-III-ОЗ «О муниципальных образованиях в составе муниципального образования Новосергиевский район Оренбургской области»

## Население
| 2010 | 2012  | 2013  | 2014  | 2015  | 2016  | 2017  |
| ---- | ----- | ----- | ----- | ----- | ----- | ----- |
| 1151 | ↘1106 | ↗1119 | ↗1121 | ↘1109 | ↘1027 | ↘1001 |
| 2018 | 2019  | 2020  | 2021  |       |       |       |
| ↘985 | ↘982  | ↘952  | ↘937  |       |       |       |

## Состав сельского поселения
| № | Населённый пункт | Тип населённого пункта       | Население |
| - | ---------------- | ---------------------------- | --------- |
| 1 | Горный           | посёлок                      | 246       |
| 2 | Кувай            | село, административный центр | 606       |
| 3 | Мрясово          | село                         | 299       |